# 小行星1584
小行星1584（1584 Fuji）是一颗位于火星和木星之间小行星带的小行星，于1927年2月7日在东京天文台被发现。
該小行星以日本的最高山富士山命名。